# Spannmålsgatubron

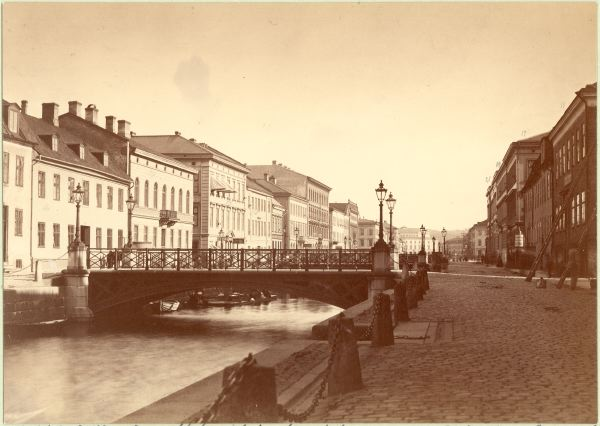
Spannmålsgatubron mot söder år 1871. Bildsamlingen vid Göteborgs stadsmuseum.

Spannmålsgatubron 1916. Bildsamlingen vid Göteborgs stadsmuseum.

Spannmålsgatubron var en järnbro byggd 1862 över Östra Hamnkanalen i linje med Spannmålsgatan i Göteborg. Bron, som ersatte en äldre välvd stenbro på samma plats, knöt samman den västra delen av Östra Hamngatan med den östra och fick sitt namn 1883. Järnbron raserades i samband med att kanalen fylldes igen 1936 och såldes för sitt materialvärde till en skrothandlare.